# Уљанички Бријег
Уљанички Бријег (хрв. Uljanički Brijeg) је насељено место у саставу града Гарешнице, Бјеловарско-билогорска жупанија, Хрватска.

## Историја
До територијалне реорганизације у Хрватској био је у саставу старе општине Дарувар.

## Становништво
У попису становништва из 2011. године, Уљанички Бријег је имао 26 становника.
| Број становника према пописима | Број становника према пописима | Број становника према пописима | Број становника према пописима | Број становника према пописима | Број становника према пописима | Број становника према пописима | Број становника према пописима | Број становника према пописима | Број становника према пописима | Број становника према пописима | Број становника према пописима | Број становника према пописима | Број становника према пописима | Број становника према пописима | Број становника према пописима |
| ------------------------------ | ------------------------------ | ------------------------------ | ------------------------------ | ------------------------------ | ------------------------------ | ------------------------------ | ------------------------------ | ------------------------------ | ------------------------------ | ------------------------------ | ------------------------------ | ------------------------------ | ------------------------------ | ------------------------------ | ------------------------------ |
| 1857                           | 1869                           | 1880                           | 1890                           | 1900                           | 1910                           | 1921                           | 1931                           | 1948                           | 1953                           | 1961                           | 1971                           | 1981                           | 1991                           | 2001                           | 2011                           |
| 0                              | 0                              | 0                              | 0                              | 0                              | 0                              | 0                              | 125                            | 153                            | 162                            | 165                            | 112                            | 69                             | 48                             | 33                             | 26                             |

Напомена: Самостално насеље од 1981. настала издвајањем из насеља Горњи Уљаник. Године 1931. исказивано за насељено место, а од 1948 до 1971. године као део тог насеља.

### Попис1991.
У попису становништва из 1991. године, Уљанички Бријег је имао 48 становника, следећег националног састава:
| Попис 1991.‍ | Попис 1991.‍ | Попис 1991.‍ | Попис 1991.‍ | Попис 1991.‍ |
| ----------- | ----------- | ----------- | ----------- | ----------- |
|             |             |             |             |             |
| Хрвати      | Хрвати      |             | 38          | 79,16%      |
| Југословени | Југословени |             | 7           | 14,58%      |
| Срби        | Срби        |             | 2           | 4,16%       |
| Чеси        | Чеси        |             | 1           | 2,08%       |
| укупно: 48  |             |             |             |             |